# 马列托亚
马列托亚（直译：伟大的战士）是萨摩亚的一个贵族头衔，为萨摩亚“马他伊”阶层的四大最高酋长头衔之一，也是“萨·马列托亚”（Sā Malietoa）家族（萨摩亚两大王族之一）的象征性领袖。
约1250年—1300年，汤加君主图伊·汤加·塔拉凯法伊基控制包括劳群岛（斐济东部）、纽埃岛、乌韦阿岛、富图纳岛、乌波卢岛和萨瓦伊岛在内的几个西波利尼西亚政权。塔拉凯法伊基在萨摩亚萨瓦伊岛的萨福图建立了长期居所，并任命他的兄弟劳提武尼亚为西萨摩亚群岛的总督。萨摩亚传说表明，塔拉凯法伊基的统治充满了暴政和压迫，受到萨摩亚臣民的极度怨恨。
据传说，反叛的种子源于阿提奥吉的“儿子们”——萨韦亚、图纳、法塔和乌鲁马苏伊（实际上是阿提奥吉的孙子）。这三位兄弟和他们的侄子领导了一场大规模的不服从运动，最终发展为推翻塔拉凯法伊基的军事行动。塔拉凯法伊基被迫从乌波卢岛的阿莱伊帕塔一路退到穆利法努阿海岸（当时正值塔拉凯法伊基的生日庆祝活动进行之中），最终被逼退至海边。
双方一路激战至海边，塔拉凯法伊基登上了他更为强大的舰队，并向岸上的人们喊话。在离别时，这位年迈的君主发表了一段简短的讲话，称赞了萨摩亚战士的英勇战斗，并将胜利归于他的昔日臣民。“马列托亚”头衔正是源于这段讲话的开头语：“伟大的战士，战斗得好”（“Mālie toa, mālie tau”）。
据说，图纳和法塔兄弟都喜爱被废黜的塔拉凯法伊基所讲的赞誉之词，随之引发了一场争执。传说中，一位兄弟被另一位兄弟打死，但混乱最终由他们的长兄萨韦亚平息并解决。
塔拉凯法伊基被推翻后留下的权力真空，立即由萨韦亚填补。此后，塔拉凯法伊基曾统治的所有萨摩亚地区皆由萨韦亚统治。萨韦亚获得兄弟们曾争夺的“马列托亚”头衔，并在萨摩亚的传统演讲中被尊称为“马列托亚·萨韦亚-阿利伊国王”、“萨韦亚·图-瓦埃-卢阿”（两足站立的萨韦亚）、以及“萨韦亚-马图阿”（长者萨韦亚）。“纳-法阿洛戈-伊-萨摩亚”（“萨摩亚听从之人”）这一称号是在马列托亚·瓦伊努乌波时期加入的，他在塔马法伊加去世后成为图普·塔法伊法，并在19世纪末正式接受基督教进入萨摩亚。